# Whitbourne, Newfoundland
Whitbourne är en ort i Kanada.   Den ligger i provinsen Newfoundland och Labrador, i den östra delen av landet, 1 700 km öster om huvudstaden Ottawa. Whitbourne ligger 55 meter över havet och antalet invånare är 916.
Terrängen runt Whitbourne är huvudsakligen platt. Whitbourne ligger nere i en dal som går i nord-sydlig riktning. Trakten runt Whitbourne är nära nog obefolkad, med mindre än två invånare per kvadratkilometer.. Närmaste större samhälle är New Harbour, 18,5 km norr om Whitbourne. 
I omgivningarna runt Whitbourne växer i huvudsak blandskog.